# هيلغا مارتن
هيلغا مارتن (بالألمانية: Helga Martin)  (و. 1940 – 1999 م) هي ممثلة، من ألمانيا، توفيت عن عمر يناهز 59 عاماً.

## وصلات خارجية
- هيلغا مارتن على موقع IMDb (الإنجليزية)
- هيلغا مارتن على موقع أول موفي (الإنجليزية)
- هيلغا مارتن على موقع كينوبويسك (الروسية)